# Schienenführung

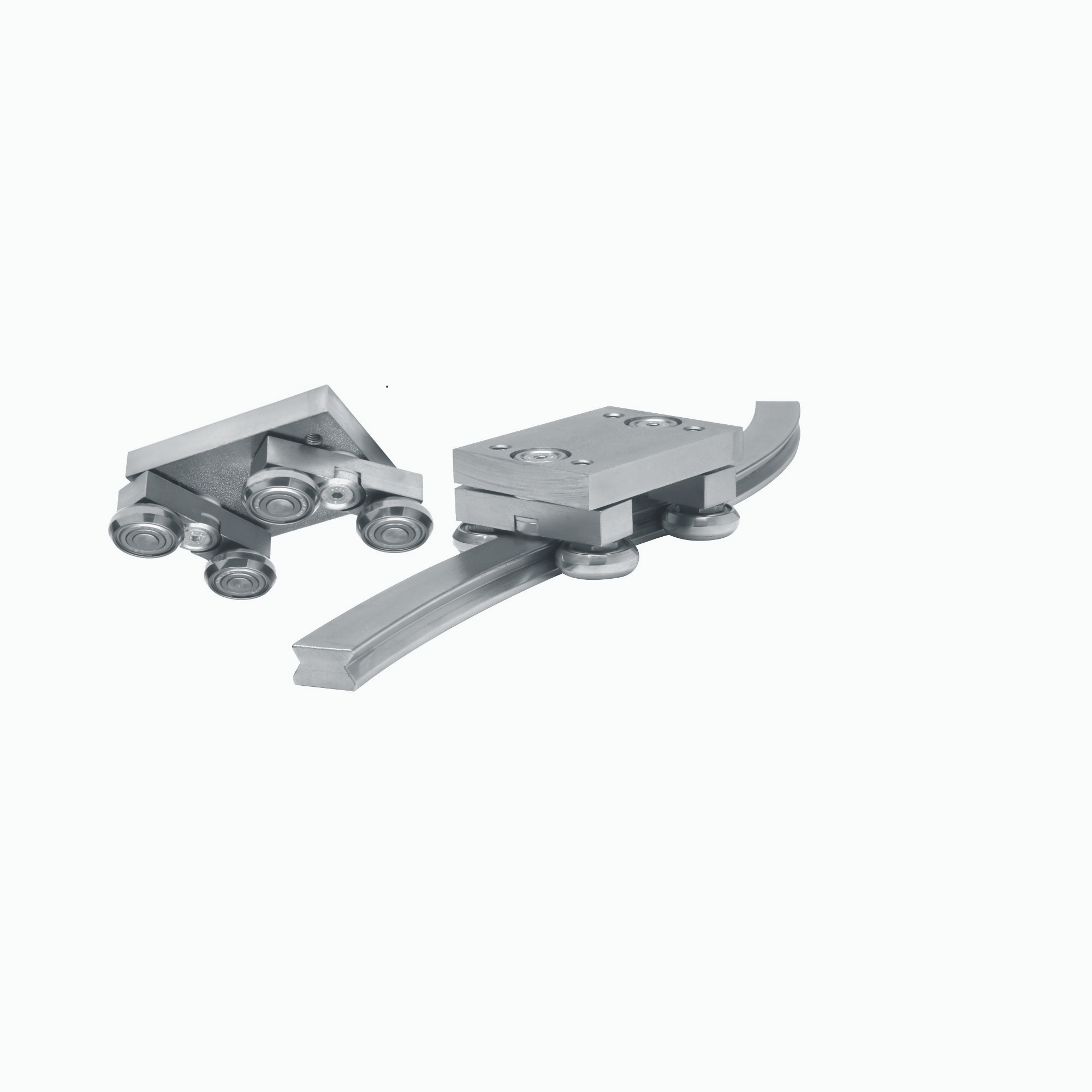
Gebogene Laufrollenführung mit Führungsschlitten (Führungswagen)

Profilschienenführung mit Führungsschlitten

Käfigschienenführung mit einem Rollenkäfig, wie er auch in Schubladenauszügen verwendet wird

Unter einer Schienenführung versteht man ein Führungssystem mit Trag- und/oder Führungsschienen.
Eine Schienenführung kann unterschiedlich ausgeführt werden:
- ein Element wie ein Gleitstück (Gleiter) oder ein (Schiebe-)Schlitten wird gleitend in oder auf einer Schiene geführt
- die Führungs- oder Laufrollen eines Rollers (Rollwagen, Laufwagen, Rollapparat) laufen auf den inneren oder äußeren Laufflächen einer Führungs- oder Laufschiene, z. B. einer Vorhangschiene
- eine Kederschiene mit C-förmigem Querschnitt führt die als Keder ausgebildete Kante einer Plane oder eines Textils
- zwei parallel geführte Schienen führen einen Schiebetisch, Führungsschlitten oder einen Laufwagen, z. B. einen auf Gleisen laufenden Eisenbahnwagen

In der Regel ist die Schiene stationär und führt ein bewegliches Element, das jedoch auch selber eine Schiene sein kann. Schiebetüren beispielsweise hängen in der Regel an Laufrollen, die in einer ortsfesten Schiene geführt werden, verfügen an der Unterkante jedoch über eine weitere Führungsschiene, die entlang eines stationären Dorns geführt wird.
Neben den abgebildeten Profilschienen kann auch eine Führungsnut in einem massiven Werkstück, ein C- oder U-Profil, ein Konstruktionsprofil oder ein Vollprofil wie ein Rundeisen als Führungsschiene dienen.

## Abgrenzung gegenüber Wellenführungen
Schienenführungen verfügen immer über Führungselemente und ein bestimmtes Führungsprofil.
Führungen mit rundem Führungsprofil (Wellenprofil) zählen nicht zu den Schienenführungen, sondern werden allgemein üblich als Wellenführungen bezeichnet.

## Anwendungen
Anwendungen für Schienenführungen sind vor allem die Lineartechnik, wo man auch von Linearführungen spricht, und die Schienenfahrzeugtechnik.

### Im Maschinenbau
Obwohl man Schienenführungen mit nur einer Schiene gemeinhin als Einschienenführung bezeichnen könnte, ist diese Benennung im Maschinenbau unüblich. Stattdessen werden Führungen in der Lineartechnik mit einer Profilschiene und einem oder mehreren Wagen, die meist über zwei oder vier Kugel- oder Rollenumläufe verfügen, üblicherweise als Profilschienenführungen bezeichnet.
Werden statt des Kugel- oder Rollenumlaufs feststehende Laufrollen verwendet, so bezeichnet man die entsprechende Schienenführung als Laufrollenführung. Laufrollenführungen können so ausgeführt werden, dass neben einem linearen Hub auch durch die Schiene geführte Kurven gefahren werden können.
Profilschienen und Laufrollen wie auch deren Führungswagen werden mittels mehrerer, in regelmäßigen Abständen angeordneten Schrauben mit den gegeneinander zu führenden Bauelementen verbunden.
Lineartechnische Bauformen mit mehreren Schienen können realisiert werden
- durch die parallele Anordnung von mindestens zwei Profilschienen-, Laufrollen- oder Teleskopschienenführungen
- durch Käfigschienenführungen, bei denen die Wälzkörper zwischen zwei mehrfach verschraubten Schienen angeordnet werden.

Weiterhin wird unterschieden zwischen
- Gleitschienenführungen (Schienenführungen mit Gleitbelag)
- Wälzschienenführungen.

Bei letzteren reduzieren – ähnlich wie bei Wälzlagern oder Linearkugellagern – trennende Wälzkörper die Reibung zwischen den verschiedenen Elementen bzw. Komponenten der Führung und erleichtern damit die Bewegung der zu führenden Bauteile erheblich.

### Bei Schienenfahrzeugen

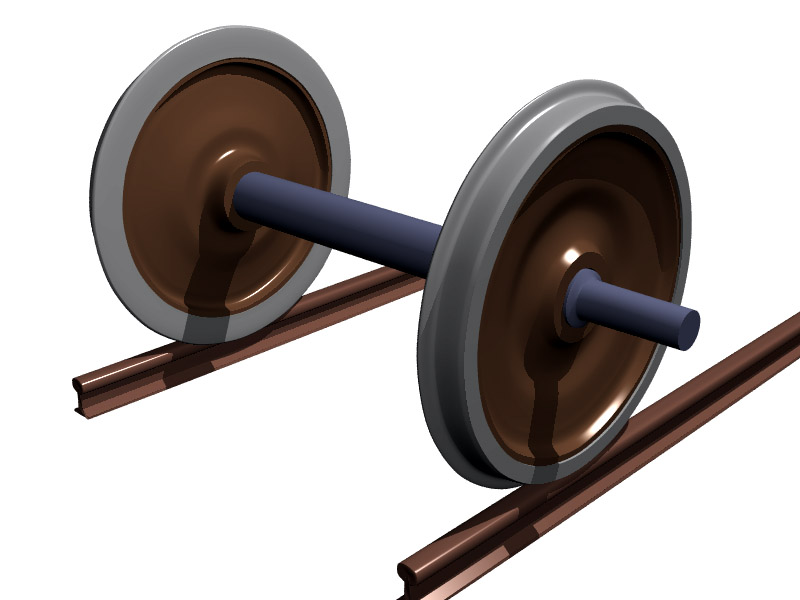
Achse eines Schienenfahrzeugs

Bauarten von Schienenführungen der Schienenfahrzeugtechnik sind u. a. die Translohr-Schienenführung und die TVR-Schienenführung für Spurbusse.

Schienenführungen für Spurbusse
Translohr-Schienenführung
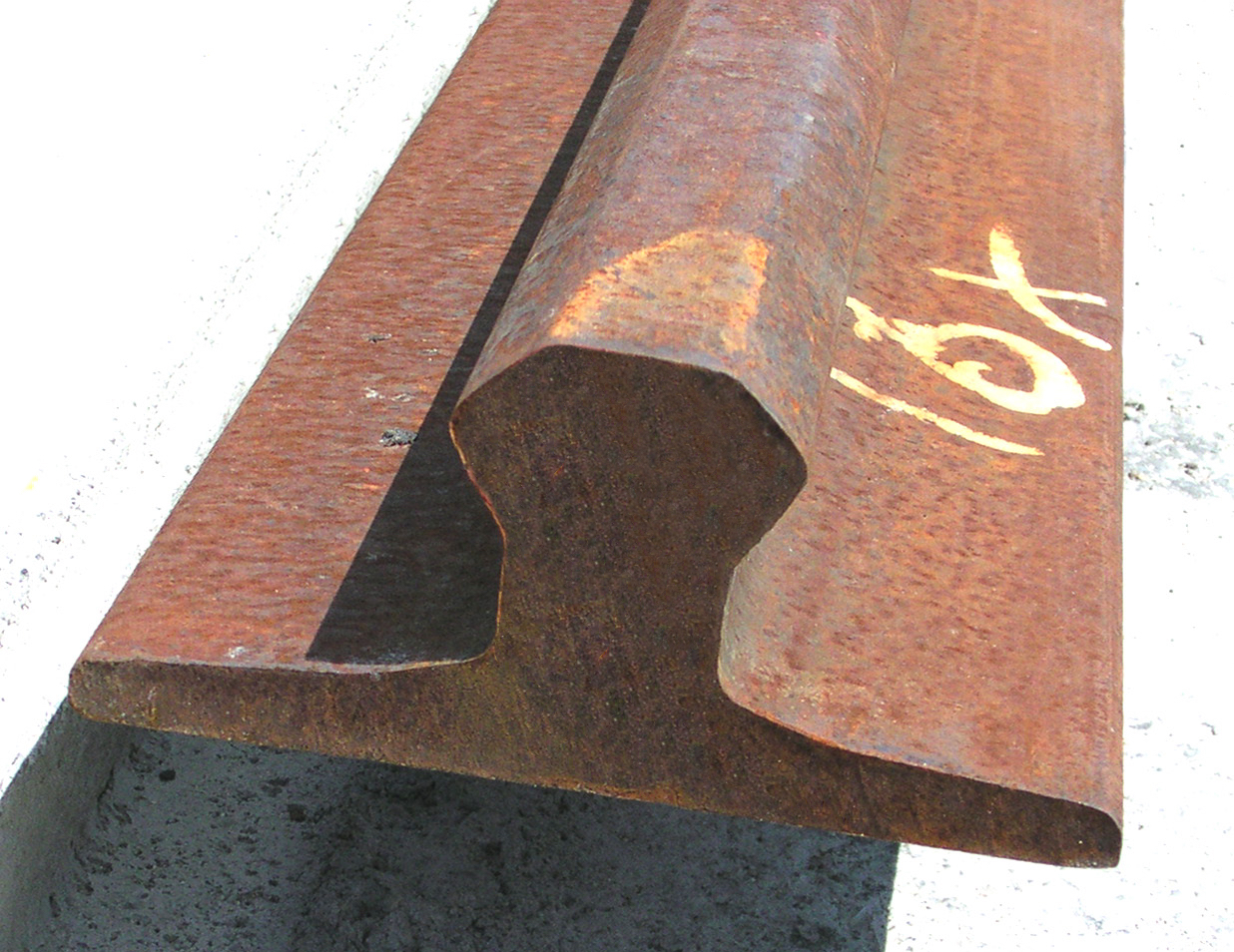
Translohr-Schiene
TVR-Schienenführung

### In Kraftfahrzeugen
In Kraftfahrzeugen dienen Schienenführungen zur Führung und Befestigung (mittels integrierter Arretierung) von Sitzen.